# Cellule associée
Une cellule associée est une cellule faisant partie des cellules non conductrices du xylème (ou bois) des plantes et entourant les vaisseaux morts.
Exemples :
- la cellule de contact : cellule voisine de la cellule du tissu ligneux, cellule tampon, réserve d'eau
- parenchyme ligneux (amyloplastes...)
- fibres ligneuses (sclérenchyme), role dans le soutien du tissu

Ainsi la cellule de contact, le parenchyme ligneux, les fibres ligneuses et le xylème sont les quatre éléments du vaisseau ligneux.